# شتات إماراتي
الشتات الإماراتي يشمل الشتات المواطنين الذين هاجروا من دولة الإمارات العربية المتحدة إلى بلدان أخرى، والأشخاص من أصل إماراتي المولودين أو المقيمين في بلدان أخرى.

## خلفية
يعد الشتات الإماراتي جزءًا من الشتات العربي في جميع أنحاء العالم، وهو صغير جدًا، ويرجع ذلك أساسًا إلى الفرص الكافية المقدمة للمواطنين في دولة الإمارات العربية المتحدة، مما يلغي حاجة الكثيرين للعيش والعمل في بلدان أخرى. كما يفضل العديد من مواطني الإمارات العربية المتحدة عدم العمل في وظائف ذات دخل قليل، واختيار الوظائف الحكومية ذات الأجر الجيد بدلاً من ذلك. ومع ذلك، فإن بعض المواطنين الإماراتيين المهرة ينتقلون إلى الخارج للاستفادة من فرص عمل أفضل أو اكتساب خبرة قيمة. ووفقاً لأحد التقارير، فإن اثنين من كل ثلاثة مواطنين إماراتيين انتقلوا إلى الخارج يميلون إلى الحصول على أوراق اعتماد ماهرة. واستجابة لذلك، ومع تزايد عدد الوظائف في القطاعين العام والخاص في دولة الإمارات العربية المتحدة خلال السنوات القليلة الماضية، شجعت حكومة الإمارات العربية المتحدة مشروع التوطين، وبدأت مبادرة تسمى "Return2Home" تشجيعاً للعودة إلى وطنهم. بالإضافة إلى ذلك، يسافر العديد من الإماراتيين إلى الخارج لأغراض مثل متابعة التعليم في الجامعات الأجنبية، أو السياحة، أو العلاج الطبي، أو ممارسة الأعمال التجارية. بالنسبة للعديد من الطلاب الإماراتيين، تعتبر الدراسة في الخارج تجربة لتوسيع آفاقهم وخبراتهم الدولية وفرص العمل، مع تعزيز قيمهم الثقافية والحفاظ عليها.
يتركز معظم الجالية الإماراتية الصغيرة في الشرق الأوسط (بشكل رئيسي دول مجلس التعاون الخليجي) وأمريكا الشمالية وأجزاء من أوروبا وأستراليا، وتحتفظ دولة الإمارات العربية المتحدة بحضور دبلوماسي واسع النطاق وشبكة من السفارات في جميع أنحاء العالم. لا يوفر قانون الجنسية الإماراتي جنسية مزدوجة، وبالتالي يتعين على أولئك الذين يصبحون مواطنين في دول أخرى التخلي عن جنسيتهم الإماراتية. وإن التخلي عن الجنسية الإماراتية أمر مرفوض بشكل عام في المجتمع الإماراتي. وتظهر الأرقام الحكومية أن حوالي 250 إماراتيًا أصبحوا مواطنين بريطانيين بين عامي 1990 و2012، في حين حصل عدد قليل آخر أيضًا على الجنسيتين الأمريكية والغربية على مر السنين. معظم هذه الحالات تكون عادةً لأولئك الذين استقروا في بلدان إقامتهم لفترات طويلة، أو تزوجوا من أجانب.

## التوزيع السكاني

### الشرق الأوسط
يعيش العديد من مواطني دولة الإمارات العربية المتحدة أو يدرسون أو يعملون في الدول العربية في الخليج العربي والتي تشكل دول مجلس التعاون الخليجي، ومما يجعل هذا أسهل أن مواطني دول مجلس التعاون الخليجي يتمتعون بحرية التنقل في جميع أنحاء دول مجلس التعاون الخليجي، بما في ذلك الحق في الإقامة والعمل، دون أي قيود تقريبًا.

### جنوب آسيا
ويتواجد أيضًا عدد صغير من مواطني دولة الإمارات العربية المتحدة، بما في ذلك الطلاب، في جنوب آسيا، وخاصة في باكستان، والهند.

### جنوب شرق آسيا
كان قرابة 200 طالب إماراتي يدرسون في ماليزيا اعتبارًا من عام 2012. واعتبارًا من عام 2009، كان هناك قرابة مائة مواطن إماراتي في إندونيسيا.

### أمريكا الشمالية
ويقدر عدد الأميركيين الإماراتيين ببضعة آلاف. ومعظم مواطني دولة الإمارات في الولايات المتحدة هم طلاب دوليون. وهناك عدد قليل من السكان الإماراتيين في كندا، ومنهم طلاب.

### أوروبا
هناك أكثر من 5400 إماراتي في المملكة المتحدة، المملكة المتحدة هي الوجهة الأكثر شعبية للطلاب الإماراتيين. وكان نحو 3400 طالب من دولة الإمارات يدرسون في مختلف جامعات المملكة المتحدة. وتضم لندن أكبر تجمع للشتات الإماراتي في المملكة المتحدة. بالإضافة إلى ذلك، هناك إماراتيون في بلدان أخرى مختلفة في جميع أنحاء أوروبا، معظمهم من الطلاب.

### أوقيانوسيا
في أستراليا، كان هناك أكثر من 1700 طالب إماراتي اعتبارًا من عام 2010. ويوجد أيضًا عدد قليل من الطلاب الإماراتيين في نيوزيلندا.